# Otalżynko
Otalżynko (kaszb. Jezoro Môłé Òtalżińsczé) – jezioro przepływowe moreny dennej w Polsce położone na południowy zachód od Jeleńskiej Huty w województwie pomorskim, w powiecie wejherowskim, w gminie Szemud, na północnym krańcu Pojezierza Kaszubskiego. Poprzez wąską strugę wodną jest połączone z akwenami jezior Otalżyno i Wycztok.
Ogólna powierzchnia: 4,5 ha, maksymalna głębokość 5 m.